# Miuzela e Porto de Ovelha
Miuzela e Porto de Ovelha (oficialmente: União das Freguesias de Miuzela e Porto de Ovelha) é uma freguesia portuguesa do município de Almeida, com 28,87 km² de área e 280 habitantes (censo de 2021). A sua densidade populacional é 9,7 hab./km².

## História
Foi constituída em 2013, no âmbito de uma reforma administrativa nacional, pela agregação das antigas freguesias de Miuzela e Porto de Ovelha, com sede em Miuzela.

## Demografia
A população registada nos censos foi:
| Distribuição da População por Grupos Etários | Distribuição da População por Grupos Etários | Distribuição da População por Grupos Etários | Distribuição da População por Grupos Etários | Distribuição da População por Grupos Etários | Distribuição da População por Grupos Etários |
| -------------------------------------------- | -------------------------------------------- | -------------------------------------------- | -------------------------------------------- | -------------------------------------------- | -------------------------------------------- |
| Antes da agregação                           |                                              |                                              |                                              |                                              |                                              |
| Ano                                          | 0-14 anos                                    | 15-24 anos                                   | 25-64 anos                                   | >= 65 anos                                   | Total                                        |
| 2001                                         | 56                                           | 45                                           | 211                                          | 203                                          | 515                                          |
| 2011                                         | 32                                           | 35                                           | 178                                          | 170                                          | 415                                          |
| Após a agregação                             |                                              |                                              |                                              |                                              |                                              |
| Ano                                          | 0-14 anos                                    | 15-24 anos                                   | 25-64 anos                                   | >= 65 anos                                   | Total                                        |
| 2021                                         | 12                                           | 22                                           | 115                                          | 131                                          | 280                                          |